# Japan op de Olympische Zomerspelen 1924
Japan nam deel aan de Olympische Zomerspelen 1924 in Parijs, Frankrijk. Er werd één bronzen medaille gewonnen.

## Medailleoverzicht
| Sport     | Olympiër         | Onderdeel             | Medaille |
| --------- | ---------------- | --------------------- | -------- |
| Worstelen | Katsutoshi Naito | -61kg vrije stijl (m) | Brons    |

## Deelnemers en resultaten

### Atletiek
| Olympiër           | Onderdeel              | Resultaat   | Prestatie                                       |
| ------------------ | ---------------------- | ----------- | ----------------------------------------------- |
| Sasago Tani        | 100m (m)               | series      | serie 14: 3de                                   |
| Sasago Tani        | 200m (m)               | kwartfinale | serie 12: 2de kwartfinale 3: 3de                |
| Sasago Tani        | 400m (m)               | kwartfinale | serie 7: 2de in 51,7 kwartfinale 6: 5de in 50,7 |
| Sasago Tani        | 800m (m)               | series      | serie 7: 4de                                    |
| Katsuo Okazaki     | 5000m (m)              | 12e         | serie 1: 2de in 15.22,2 finale: 12de            |
| Shizo Kanakuri     | marathon (m)           | DNF         | niet gefinisht                                  |
| Yahei Miura        | marathon (m)           | DNF         | niet gefinisht                                  |
| Kikunosuke Tashiro | marathon (m)           | DNF         | niet gefinisht                                  |
| Mikio Oda          | verspringen (m)        | 10e         | kwalificatie: 10de met 6,83m                    |
| Mikio Oda          | hink-stap-springen (m) | 6e          | 14,35m                                          |
| Mikio Oda          | hoogspringen (m)       | 10e         | kwalificatie: 10de met 1,80m                    |
| Seiichi Ueda       | vijfkamp (m)           | DNF         | niet gefinisht                                  |
| Tokushige Noto     | tienkamp (m)           | 22e         | 5248,33 punten                                  |

### Tennis
| Olympiër                      | Onderdeel      | Resultaat | Prestatie |
| ----------------------------- | -------------- | --------- | --- |
| Masanosuke Fukuda             | enkelspel (m)  | 9e        | 1ste ronde: vrij 2de ronde: W van GBR Wheatley: 6-2, 6-4, 6-3 3de ronde: W van NED Timmer: 8-6, 6-4, 5-7, 6-4 4de ronde: V van FRA Cochet: 2-6, 1-6, 3-6                                                 |
| Takeichi Harada               | enkelspel (m)  | 5e        | 1ste ronde: vrij 2de ronde: W van TCH Žemla: 6-3, 3-6, 6-2, 6-2 3de ronde: W van FRA Cousin: opgave 4de ronde: W van GBR Gilbert: 10-8, 2-6, 11-9, 6-2 kwartfinale: V van ITA De Morpurgo: 4-6, 1-6, 1-6 |
| Asaji Honda                   | enkelspel (m)  | 65e       | 1ste ronde: V van FRA Borotra: 3-6, 3-6, 5-7 |
| Sunao Okamoto                 | enkelspel (m)  | 33e       | 1ste ronde: vrij 2de ronde: V van TCH Koželuh: 6-4, 5-7, 8-10, 6-4, 4-6 |
| Masanosuke Fukuda Asaji Honda | dubbelspel (m) | 17e       | 1ste ronde: W van NED van Lennep/Timmer: 6-4, 1-6, 6-3, 1-6, 6-2 2de ronde: V van ESP Flaquer/Saprissa: 2-6, 3-6, 3-6                                                                                    |
| Takeichi Harada Sunao Okamoto | dubbelspel (m) | 17e       | 1ste ronde: W van DEN Thalbitzer/Bache: 6-0, 6-0, 6-1 2de ronde: V van ESP Alonso/Areizaga: 4-6, 6-4, 4-6, 4-6                                                                                           |

### Worstelen
| Olympiër         | Onderdeel   | Resultaat   | Prestatie |
| Vrije stijl      | Vrije stijl | Vrije stijl | Vrije stijl |
| ---------------- | ----------- | ----------- | --- |
| Katsutoshi Naito | -61kg (m)   | Brons       | 1ste ronde: vrij 2de ronde: W van BEL Foubert kwartfinale: V van USA Reed zilveren halve finale: W van CAN Chilcott zilveren finale: V van USA Newton bronzen halve finale: W van FIN Huupponen bronzen finale: W van SWE Hansson |
| Grieks-Romeins   |             |             | |
| Katsutoshi Naito | -62kg (m)   | 8e          | 1ste ronde: W van ESP Vallmajo 2de ronde: W van ESP Sánchez 3de ronde: W van FRA Capron 4de ronde: V van NOR Nord |

### Zwemmen
| Olympiër                                                 | Onderdeel             | Resultaat | Prestatie                                                                     |
| -------------------------------------------------------- | --------------------- | --------- | ----------------------------------------------------------------------------- |
| Torahiko Miyahata                                        | 100m vrije slag (m)   | DNF       | serie 2: 3de in 1.04,2 halve finale 1: niet gestart                           |
| Kazuo Onoda                                              | 100m vrije slag (m)   | 15e       | serie 1: 3de in 1.05,4                                                        |
| Katsuo Takaishi                                          | 100m vrije slag (m)   | 5e        | serie 4: 1ste in 1.04,0 halve finale 1: 3de in 1.02,4 finale: 5de in 1.03,0   |
| Kazuo Noda                                               | 400m vrije slag (m)   | 13e       | serie 4: 3de in 5.43,8                                                        |
| Kazuo Noda                                               | 1500m vrije slag (m)  | 13e       | serie 2: 3de in 23.44,2                                                       |
| Kazuo Onoda                                              | 1500m vrije slag (m)  | DNF       | serie 1: niet gefinisht                                                       |
| Katsuo Takaishi                                          | 1500m vrije slag (m)  | 5e        | serie 4: 2de in 22.43,2 halve finale 2: 2de in 21.48,6 finale: 5de in 22.10,4 |
| Tsunenobu Ishida                                         | 100m rugslag (m)      | DNF       | serie 2: 4de in 1.26,0                                                        |
| Giyo Saito                                               | 100m rugslag (m)      | 6e        | serie 4: 2de in 1.20,2 halve finale 1: 4de in 1.19,8                          |
| Tsunenobu Ishida                                         | 200m schoolslag (m)   | 14e       | serie 5: 4de in 3.09,2                                                        |
| Torahiko Miyahata Kazuo Noda Kazuo Onoda Katsuo Takaishi | 4x200m vrije slag (m) | 4e        | serie 3: 2de in 10.24,2 halve finale 2: 3de in 10.12,4 finale: 4de in 10.15,2 |

Argentinië · Australië · België · Brazilië · Brits-Indië · Bulgarije · Canada · Chili · Cuba · Denemarken · Ecuador · Egypte · Estland · Filipijnen · Finland · Frankrijk · Griekenland · Groot-Brittannië · Haïti · Hongarije · Ierland · Italië · Japan · Joegoslavië · Letland · Litouwen · Luxemburg · Mexico · Monaco · Nederland · Nieuw-Zeeland · Noorwegen · Oostenrijk · Polen · Portugal · Roemenië · Spanje · Tsjecho-Slowakije · Turkije · Uruguay · Verenigde Staten · Zuid-Afrika · Zweden · Zwitserland